# Cyclogonia aymara
Cyclogonia aymara är en insektsart som beskrevs av Young 1977. Cyclogonia aymara ingår i släktet Cyclogonia och familjen dvärgstritar. Inga underarter finns listade i Catalogue of Life.